# Кохув (Мазовецьке воєводство)
Кохув (пол. Kochów) — село в Польщі, у гміні Мацейовиці Ґарволінського повіту Мазовецького воєводства.
Населення — 275 осіб (2011).
У 1975-1998 роках село належало до Седлецького воєводства.

## Демографія
Демографічна структура станом на 31 березня 2011 року:
|          | Загалом | Допрацездатний вік | Працездатний вік | Постпрацездатний вік |
| -------- | ------- | ------------------ | ---------------- | -------------------- |
| Чоловіки | 143     | 32                 | 95               | 16                   |
| Жінки    | 132     | 24                 | 69               | 39                   |
| Разом    | 275     | 56                 | 164              | 55                   |